# János Kalmár
János Kalmár (n. 16 aprilie 1942, Budapesta, Regatul Ungariei) este un scrimer ce a reprezentat Ungaria, medaliat olimpic. A participat la o ediție a Jocurilor Olimpice (1968) în care a câștigat o medalie de bronz.

## Participări
Lista de mai jos prezintă principalele competiții la care a participat János Kalmár de-a lungul carierei.
- fencing at the 1968 Summer Olympics – men's team sabre[*]